# 玉木康裕
玉木 康裕（たまき やすひろ、1950年1月4日 -）は、日本の実業家。タマホーム株式会社創業者で、代表取締役会長・兼社長・兼CEOを経て、代表取締役会長。筑後商工会議所会頭。

## 人物・来歴
福岡県筑後市出身。家は老舗の建設業者で、裕福だった。母方も地主でお手伝いさんを何人も雇うほどだった。父は東京府東京市浅草区育ち。
1973年福岡大学商学部卒業後、筑後興産入社。1998年タマホーム設立、代表取締役社長。2007年筑後商工会議所会頭。2011年タマホーム代表取締役会長兼社長。2014年タマホーム代表取締役会長兼社長兼CEO。2015年タマホーム代表取締役会長兼社長兼CEO。2018年タマホーム代表取締役会長。
2020年旭日小綬章受章。趣味は読書（歴史、経済）や、リシャール・ミル、ウブロなどの時計のコレクション。タマホーム代表取締役社長の玉木伸弥は長男。